# ضد (فیلم ۱۴۰۰)
ضد فیلمی ایرانی به کارگردانی امیرعباس ربیعی و نویسندگی حسین تراب‌نژاد و تهیه‌کنندگی محمدرضا شفیعی محصول سال ۱۴۰۰ است. این فیلم در چهلمین دوره جشنواره فیلم فجر حضور داشت و نامزد و برنده چندین جایزه از جمله بهترین طراحی صحنه و بهترین نقش مکمل مرد شد.

## داستان
ضد یک درام سیاسی است که در بستر التهابات کشور در تابستان سال ۱۳۶۰ می‌گذرد. قصه این فیلم دربارهٔ یک عشق در دل حوادث سیاسی است که پس از سال‌ها دوباره شعله‌ور می‌شود.

## بازیگران
- مهدی نصرتی
- لیلا زارع
- نادر سلیمانی
- لیندا کیانی
- مهشید جوادی
- مجید پتکی
- روزبه رئوفی
- عماد درویشی
- ابوذر ساعدی
- شیرین آقاکاشی
- جواد خانی[۴]

## جوایز و افتخارات
| جایزه                        | رده                        | نامزد         | نتیجه    | منبع        |
| ---------------------------- | -------------------------- | ------------- | -------- | ----------- |
| چهلمین دوره جشنواره فیلم فجر | بهترین جلوه‌های ویژه میدانی | حمید رسولیان  | نامزدشده | [ ۵ ] [ ۶ ] |
| چهلمین دوره جشنواره فیلم فجر | بهترین چهره‌پردازی          | مرتضی کهزادی  | نامزدشده | [ ۵ ] [ ۶ ] |
| چهلمین دوره جشنواره فیلم فجر | بهترین طراحی صحنه          | محمدرضا شجاعی | برنده    | [ ۵ ] [ ۶ ] |
| چهلمین دوره جشنواره فیلم فجر | بهترین صداگذاری            | امین شریفی    | نامزدشده | [ ۵ ] [ ۶ ] |
| چهلمین دوره جشنواره فیلم فجر | بهترین بازیگر نقش مکمل مرد | نادر سلیمانی  | برنده    | [ ۵ ] [ ۶ ] |
| چهلمین دوره جشنواره فیلم فجر | بهترین بازیگر نقش مکمل زن  | لیندا کیانی   | نامزدشده | [ ۵ ] [ ۶ ] |
| چهلمین دوره جشنواره فیلم فجر | بهترین بازیگر نقش اول مرد  | مهدی نصرتی    | نامزدشده | [ ۵ ] [ ۶ ] |

- برنده جایزه بهترین فیلمنامه از هفدهمین جشنواره بین‌المللی فیلم مقاومت[۷]